# Mufid Garibija
 (juillet 2025).
 (avril 2025).
Motif : Aucune source
- Archive Wikiwix
- Bing
- Cairn
- DuckDuckGo
- E. Universalis
- Gallica
- Google
- G. Books
- G. News
- G. Scholar
- Persée
- Qwant
- (zh) Baidu
- (ru) Yandex
- (wd) trouver des œuvres sur Wikidata

| 1. | Préciser le motif de la pose du bandeau. | Précisez le motif de la pose du bandeau en utilisant la syntaxe suivante : {{admissibilité à vérifier\|date=juillet 2025\|motif=remplacez ce texte par le motif}}                   |
| 2. | Informer les utilisateurs concernés.     | Pensez à avertir le créateur de l'article, par exemple, en insérant le code ci-dessous sur sa page de discussion : {{subst:avertissement admissibilité à vérifier\|Mufid Garibija}} |

Mufid Garibija, né le 5 septembre 1960 à Sarajevo, est un architecte bosnien.
Il est également un illustrateur qui a conçu des timbres pour la poste de la fédération de Bosnie-et-Herzégovine, une des deux entités composantes du pays.
Mufid Garibija, un architecte respecté, est issu d'une famille autonome de Sarajevo dont les racines remontent à 400 ans. Il a toujours été intéressé par l'architecture et l'histoire de Sarajevo, en particulier pour la période de domination ottomane et austro-hongroise en BiH, ainsi que pour les questions liées à la guerre de libération nationale.
Mufid Garibija, le concepteur de la gare du téléphérique de Trebević et de la gare de départ, a déclaré que toute la voie serait panoramique et que les gares et les gondoles domineraient le vitrage, ce qui contribuerait au plaisir des visiteurs en vue de Sarajevo. « Les gondoles seront aux couleurs des cercles olympiques et refléteront l'unité et la multiethnicité de Sarajevo », a déclaré Garibija. La télécabine compte 33 télécabines, dont cinq aux couleurs des cercles olympiques - bleue, rouge, jaune, verte et noire, une de la couleur du drapeau de la BiH, les autres étant noires.

## Œuvres
« Je suis né dans une famille historiquement bien éduquée. J'ai donc développé mes connaissances de Sarajevo grâce aux conférences et à la riche littérature de la bibliothèque du foyer », explique le célèbre architecte, né le 5 septembre 1960 dans le quartier de Vratnik à Sarajevo. Dans une conversation sur eKapija, Garibi admet que l’architecture était son rêve d’enfance. Il fait preuve de talent pour les bâtiments et l’esthétique depuis sa plus tendre enfance.
Pour cette raison, dans sa ville natale, il s'inscrit au lycée architectural, puis à la faculté d'architecture de Sarajevo. Cependant, il fait remarquer qu'il n'a jamais été carriériste et estime que ce que l'entreprise fait n'a pas d'importance tant que cela fonctionne de la meilleure façon possible.
Il a commencé sa carrière il y a plus de 30 ans lorsqu'il a travaillé à la construction des autoroutes Doboj-Tuzla et Laktaši-Banja Luka pendant ses études secondaires, où il a acquis une expérience précieuse dans le domaine du génie civil.
Sa première œuvre autonome a été créée à l'époque étudiante, en 1982, lorsqu'il a reconstruit sur la mosquée de Jekovac un authentique minaret en bois, qui allait devenir un prototype de certains autres minarets.
Durant ses études et sa carrière, de 1984 à 1986, il a travaillé à l’Institut de la République de Bosnie-Herzégovine pour la protection et la préservation des monuments et de la culture, où il a été engagé en tant qu'associé externe dans les installations suivantes : Mogorijelo près de Capljina, monastère féminin Dobricevo près de Bileca, l'église orthodoxe de Čajniče et sur la rue Luke à Jajce.
De 1989 à 1992, il est employé dans la société Elmax-Engineering où il travaille à la conception de communications visuelles. À la fin de 1991 et au milieu de 1993, il était actif au sein de l'armée de Bosnie-Herzégovine, dans laquelle il s'était engagé par le biais de la Ligue patriotique et des Bérets verts.
Depuis mi-1993, il est devenu employé permanent de l'Institut météorologique fédéral de BiH. Il est intéressant de noter que dans cette institution, entre autres choses, il a travaillé à la formation du premier élevage de poulets à Sarajevo, qui était alors encerclé. Il est resté à l’Institut jusqu’à aujourd’hui, où il exerce les fonctions de chef de département pour les questions techniques, d’actualité et d’investissement.
Entre-temps, il a travaillé sur des projets pour de nombreux bâtiments à Sarajevo, notamment Butique-36, Safir, Kovači et Hayat, une série d’intérieurs résidentiels et de restauration, près d’une douzaine de mosquées.
Il a également participé à des projets de reconstruction de Sebilj en tant que centre national et observatoire météorologique à Bjelašnica. Il a également travaillé sur le design et les illustrations de nombreux livres, entre autres pour le livre Travelogue - À la rencontre du signe du temps et de l'espace de Fahira Fejzić, ainsi que du dessin de vingt timbres postaux.